# Музыкальная школа имени Чайковского (Ереван)
Ереванская средняя специализированная музыкальная школа имени Чайковского (арм. Երևանի միջնակարգ մասնագիտական երաժշտական դպրոց Չայկովսկու անվան) — средняя школа Еревана, открытая в 1938 году при Ереванской государственной консерватории. Около 600 учащихся школы в течение 12 лет одновременно получают 2 аттестата: общего и профессионального музыкального образования; бо́льшая часть выпускников продолжает своё обучение в Ереванской государственной консерватории.

## История
Школа была основана в 1938 году, объединив одарённых в музыке детей при Ереванской государственной консерватории. С 1940 года учебное заведение носит имя Петра Ильича Чайковского. В 1982 году на фасаде здания у главного входа в школу был установлен барельеф композитора (скульптор Ерванд Годжабашян, архитектор Джим Торосян).
В 2015—2016 годах на средства в размере 1,15 млрд. драмов (около 2,4 млн. долларов), предоставленных Всеармянским фондом «Айастан», все корпуса школы общей площадью 4958 м² были капитально отремонтированы и модернизированы: здания были усилены и перепланированы, были отремонтированы лестницы, заменены двери и окна, установлены новые системы отопления и водоснабжения, для детей с проблемами опорно-двигательного аппарата встроены лифт и пандусы, концертный зал оборудован новейшими техническими средствами, а также обустроены отдельные комнаты для функционирующих в школе симфонических, духовых оркестров, ансамбля скрипачей, хора и джаз-бенда. По случаю открытия нового учебного года в обновлённом здании школы её посетил президент Армении Серж Саргсян.

## Отделения
Ереванская музыкальная школа имени Чайковского имеет учебные отделы по теории фортепиано, скрипки, виолончели, альта, контрабаса, арфы, духовых инструментов, общеобразовательные отделы, детский хор, симфонический оркестр, скрипичный и камерные ансамбли.

## Известные выпускники
- Анаит Нерсесян
- Ара Торосян
- Аракси Арутюнян-Сарьян
- Гегуни Читчян
- Жан Тер-Мергерян
- Медея Абрамян
- Сергей Смбатян
- Рубен Агаронян
- Ваагн Айрапетян
- Софья Меликян
- Тигран Амасян
- Армен Погосян